# Želju Želev
Želju Mitev Želev (in bulgaro  Желю Митев Желев?; Veselinovo, 3 marzo 1935 – Sofia, 30 gennaio 2015) è stato un politico bulgaro, ex-dissidente, presidente della Bulgaria dal 1990 al 1997.

## Biografia
Želev è nato nel villaggio di Veselinovo. Si è laureato in filosofia all'Università di Sofia "San Clemente di Ocrida" nel 1958 ed in seguito intraprese il dottorato in filosofia nel 1974. Fu membro del Partito Comunista Bulgaro, ma venne espulso per ragioni politiche nel 1965 e quindi imprigionato l'anno seguente. Dovette quindi passare sei anni in stato di disoccupazione.

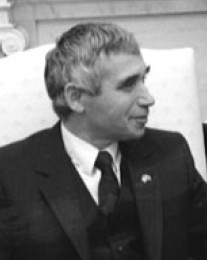
Želju Želev a Washington, autunno 1990

Nel 1988 fondò il Comitato di Ruse, ed un anno più tardi divenne membro fondatore e presidente dell'"Associazione per il Supporto della Glasnost e la Ristrutturazione", che lo spinse fino alla posizione di Presidente del Consiglio di Coordinazione dell'Unione delle Forze Democratiche. Venne eletto al parlamento nella settima Grande Assemblea Nazionale, che lo elesse quindi Presidente della Repubblica di Bulgaria il 1º agosto 1990. Nel gennaio 1992 divenne quindi il primo presidente bulgaro democraticamente eletto e ricoprì interamente il suo mandato quinquennale fino al gennaio 1997, quando gli subentrò il collega di partito Petăr Stojanov, che lo aveva sconfitto nelle primarie per la candidatura l'anno prima vincendo poi le elezioni presidenziali.
Dopo la fine della presidenza nel 1997 Želev rimase in politica, ma su scala notevolmente minore. Divenne presidente onorario dell'Unione dei Democratici Liberi e fondò e presiedette una fondazione con il suo proprio nome. Želev fu iniziatore e presidente del Club Politico Balcanico, un'unione degli ex leader politici dell'Europa sud-orientale.
Želev ha scritto vari libri e pubblicazioni, il più noto una controversa opera del 1982 Fašizmăt ("Фашизмът", "Il fascismo").